# 卡斯特里克姆
卡斯特里克姆（荷蘭語：Castricum，荷蘭語：[ˈkɑstrikɵm] ⓘ）是荷兰北荷兰省的一个市镇，与阿尔克马尔比邻。卡斯特里克姆也是该省的著名旅游城市，以海滩而著名。

## 历史
1799年10月6日，法国元帅纪尧姆·布律纳领导的荷法联军，在此击败了Ralph Abercromby与弗雷德里克王子领导的英俄联军，史称“卡斯特里克姆战役”。

## 交通
卡斯特里克姆火车站有通向阿姆斯特丹的列车运行，每小时发行四列。

## 外部連結
- 卡斯特里克姆地圖
- 卡斯特里克姆官方網站（页面存档备份，存于）